# Землі Лукка

Карта Анатолії Бронзової доби на якій поначено Лукку (внизу ліворуч), була розташована в південно-західній Анатолії/Малій Азії.

Землі Лукка були історичним регіоном у південно-західній Анатолії в епоху пізньої бронзи. Вони відомі з хетських і єгипетських текстів, які вважали їх ворожими. Загальновизнано, що топонім епохи бронзи Лукка є однорідним з Лікією класичної античності.

## Розташування
Лукка була розташована в південно-західній Анатолії. Однак його точний обсяг є предметом дискусії. Тревор Брайс стверджував, що землі Лукки займали велику територію, включаючи регіони, пізніше відомі як Лікаонія, Пісідія та Лікія. Інші дослідники, такі як Ілля Якубович, стверджували, що Лукка була обмежена Лікією.

## Історія
Воїни з земель Лукка воювали на стороні хетів у знаменитій битві при Кадеші (бл. 1274 р. до н. е.) проти єгипетського фараона Рамзеса II. Століття потому лукка обернулися проти хетів. Хетський цар Суппілуліума II марно намагався перемогти лукку. Вони сприяли розпаду Хетського царства.
Лукка також відомі з текстів Стародавнього Єгипту як одне з племен народів моря, які вторглися в Єгипет і Східне Середземномор'я в 12 столітті до нашої ери.